# Distaghil Sar
Distaghil Sar, nebo také Disteghil Sar je hora v pákistánském pohoří Karákóram, části oblasti Gilgit-Baltistán devatenáctá nejvyšší hora na světě. Její vrchol se nachází ve výšce 7885 m n. m.),asi 20 km severně od ledovce Hispar, a je devatenáctou nejvyšší horou na světě. Jde o nejvyšší horu pohoří Hispar Muztagh, který je částí Karákóramu. Prvovýstup provedli dne 9. června 1960 rakouští horolezci Günther Stärker a Diether Marchart. Prominence je 2525 metrů, což z ní dělá ultraprominentní vrchol.